# Joseph Schlessinger
Joseph Schlessinger (* 26. März 1945 in Topusko, Kroatien, Jugoslawien als Josip Schlessinger) ist ein im ehemaligen Jugoslawien geborener israelisch-amerikanischer Pharmakologe an der Yale University. Er ist vor allem für seine Beteiligung an der Entwicklung des chimären monoklonalen Antikörpers Cetuximab bekannt, der als neuartiges Krebsmedikament eingesetzt wird.
Schlessinger erwarb 1968 an der Hebräischen Universität Jerusalem einen Bachelor in Chemie und Physik, 1969 ebendort einen Master in Chemie und 1974 am Weizmann-Institut für Wissenschaften einen Ph.D. in Biophysik. Als Postdoktorand arbeitete er an der Cornell University und der Immunologie des National Cancer Institute. Von 1978 bis 1991 gehörte er zum Lehrkörper des Weizmann-Instituts. Nach einer Professur an der New York University ist er seit 2001 Professor für Pharmakologie an der Yale University.
Schlessinger war Forschungsdirektor bei Rorer Biotechnology (aufgegangen in Rhône-Poulenc) und ist Mitbegründer der Biotechnologie-Unternehmen Sugen, Plexxikon und Kolltan. Er gehört oder gehörte zu den Herausgebern mehrerer wissenschaftlicher Fachzeitschriften, darunter Cell und Molecular Cell.
Schlessinger und Mitarbeiter befassen sich mit der Funktion der Rezeptoren für Wachstumsfaktoren und deren intrazellulärer Signalübertragung (Second Messenger), insbesondere mit Erkrankungen, die durch Fehlfunktionen von Tyrosinkinasen oder anderer Elemente der Signalkaskade verursacht werden.
Schlessinger hat laut Google Scholar (Stand April 2023) einen h-Index von 192.

## Auszeichnungen (Auswahl)
- 1982 Mitglied der European Molecular Biology Organization[3]
- 2000 Mitglied der National Academy of Sciences[4]
- 2001 Mitglied der American Academy of Arts and Sciences[5]
- 2002 Ehrendoktorat der Universität Haifa
- 2004 Mitglied der European Academy of Sciences[6]
- 2005 Mitglied der National Academy of Medicine
- 2006 Keith R. Porter Lecture der American Society for Cell Biology[7]
- 2006 Dan-David-Preis von Dan-David-Stiftung und Universität Tel Aviv[8] (gemeinsam mit John Mendelsohn)
- 2006 Auswärtiges Mitglied der Russischen Akademie der Wissenschaften[9]
- 2008 Mitglied der Kroatischen Akademie der Wissenschaften und Künste
- 2014 BBVA Foundation Frontiers of Knowledge Award